# Вхідний імпеданс антени
Вхідний імпеданс (або вхідний опір) антени — основна характеристика передавальної і приймальної антен, яка визначається відношенням високочастотної напруги {\displaystyle U_{a}} і струму живлення {\displaystyle I_{a}}.
Вхідний імпеданс антени {\displaystyle Z} визначається як сума опору випромінювання антени {\displaystyle R_{1}} і опору втрат {\displaystyle R_{2}}.
{\displaystyle Z=R_{1}+R_{2}}
Для підвищення ККД антени необхідно узгоджувати вхідний імпеданс антени з хвильовим опором лінії, а також зменшувати втрати в антені.